# Miriam Candurro
Miriam Candurro (Napoli, 10 ottobre 1980) è un'attrice italiana.

## Biografia
Nasce e vive a Napoli, dove consegue la maturità presso il liceo ginnasio statale Giuseppe Garibaldi e dove successivamente si laurea in Lettere classiche all'Università degli Studi di Napoli Federico II.
Nel 2004 esordisce come attrice con Certi bambini di Andrea e Antonio Frazzi, film vincitore di tre David di Donatello. Il ruolo complesso e sofferto di Caterina le varrà il Premio Domenico Rea, come miglior attrice esordiente.
Successivamente partecipa a varie fiction tv: E poi c'è Filippo, con Neri Marcorè e Giorgio Pasotti, Angela, film TV di Rai 1, con Sabrina Ferilli, Don Matteo 5, La squadra 7, L'inchiesta. Nel 2007 è protagonista, insieme a Massimo Ranieri e Michelle Bonev, della miniserie tv Operazione pilota, in onda su Rai 1.
Nel 2008 ritorna sul piccolo schermo con la fortunata serie tv Capri, e sul grande schermo con la commedia La seconda volta non si scorda mai e con il film italo-americano The Eternal City. Nel 2010 recita in Capri 3.
Il 12 marzo 2012 debutta nella soap opera di Rai 3 Un posto al sole nel ruolo di Serena Cirillo.
Nel 2015 e 2016 è stata testimonial del marchio Biancaluna fotografata da Gaetano Mansi.
Nel 2022 pubblica il suo primo libro, La settima stanza, edito da Sperling e Kupfer.
È sposata con l'avvocato napoletano Mauro Tornincasa ed è madre di due figli, Vittoria e Fabrizio.

## Filmografia

### Cinema
- Certi bambini, regia di Andrea Frazzi e Antonio Frazzi (2004)
- La merendina tropicale, regia di Edoardo De Angelis – cortometraggio (2005)
- Il colpo di pistola, regia di Laura Muscardin – cortometraggio (2005)
- Noemi, regia di Fabio Ferro e Sydney Sibilia – cortometraggio (2007)
- The Eternal City, regia di Jason Goodman e Arianna De Giorgi (2008)
- La seconda volta non si scorda mai, regia di Francesco Ranieri Martinotti (2008)
- Gunes, regia di Salvatore Allocca – cortometraggio (2010)
- Orizzonti, regia di Sibilla Barbieri – cortometraggio (2010)
- Vieni a vivere a Napoli, regia di Guido Lombardi, Edoardo De Angelis e Francesco Prisco (2016)
- I peggiori, regia di Vincenzo Alfieri (2017)
- Veleno, regia di Diego Olivares (2017)
- La musica è finita, regia di Vincenzo Pirozzi – cortometraggio (2019)
- Fino ad essere felici, regia di Paolo Cipolletta (2020)
- Come prima, regia di Tommy Weber (2021)
- Cassino in Ischia, regia di Frank Ciota (2024)

### Televisione
- Angela, regia di Andrea e Antonio Frazzi – film TV (2005)
- E poi c'è Filippo, regia di Maurizio Ponzi – miniserie TV (2006)
- Don Matteo – serie TV, episodio 5x04-10x14 (2006, 2016)
- L'inchiesta, regia di Giulio Base – miniserie TV (2006)
- La squadra – serie TV, episodi sconosciuti (2006)
- Operazione pilota, regia di Umberto Marino – miniserie TV (2007)
- Capri – serie TV, 14 episodi (2008, 2010)
- Giochi sporchi – serie TV, episodi sconosciuti (2009)
- Che Dio ci aiuti – serie TV, episodi 1x06-4x07 (2011, 2017)
- Un posto al sole – soap opera, puntate sconosciute (2012-in corso)
- Sotto copertura – serie TV, episodi 3 (2015, 2017)
- Non dirlo al mio capo – serie TV, episodi sconosciuti (2016)
- I bastardi di Pizzofalcone – serie TV,  (2017-2023)